# ال‌دی
قرص ال دی یا Contraceptive LD یکی از انواع قرص‌های ضدبارداری است که مصرف‌های دیگر نیز دارد.
این دارو در زنان جوان زیر ۲۰ سال یا کسانی که می‌خواهند پیش از نخستین بارداری، مدتی طولانی دارو مصرف کنند، و زنان مسن و چاق بیشتر از  قرص اچ‌دی توصیه می‌شود.
چنانچه داروهای تسریع‌کننده متابولیسم اثر دارو مصرف می‌شوند، باید در طول دوره درمان با آن داروها (یا حداقل یک هفته پس از پایان دوره درمان) یک روش دیگر پیشگیری از بارداری نیز به کار رود. در غیر این صورت مصرف اچ دی توصیه می‌شود.
یکی دیگر از موارد مصرف این دارو در خانم‌های جوانی است که به دلایل مختلف نظیر سفرهایی که در بازه‌های زمانی طولانی انجام می‌شود، قصد جلوگیری از عادتهای قاعدگی خود را دارند و برای ان دلایل مختلفی را ذکر می‌کنند. برای مثال عدم دسترسی یا حداقل وجود مشکلات جهت دسترسی به امکانات بهداشتی در طول سفر؛ لذا به خانم‌های جوان و به‌ویژه مجردی که قصد مصرف این دارو را دارند، توصیه می‌شود چنانچه برای نخستین بار قصد مصرف این دارو را دارند از پزشک یا مسئولان داروخانه دوز پایین‌تر این قرص را درخواست کنند تا بدین وسیله از عوارضی همچون احساس تهوع، سردرد و سرگیجه و دل دردهای مزمن جلوگیری شده یا این عوارض به حداقل میزان خود برسند.

## اشکال دارویی
قرص: حاوی 0.03 میلی گرم اتینیل استرادیول (Ethinyl Estradiol) و 0.3 میلی گرم نورژسترل (Norgestrel) یا 0.15 میلی گرم لوونورژسترل (Levonorgestrel)

## مکانیسم اثر
ترکیبات استروژنی (اتینیل استرادیول) و پروژستینی (لوونورژسترل) این دارو ترشح ال اچ و اف اس اچ را مهار کرده و پیک ال اچ را در میانه دوره حذف می‌کند و سطح استروئیدهای آندروژن را کم می‌کند. به این ترتیب دارو مانع رها شدن تخمک می‌شود. همچنین از لانه‌گزینی تخمک و انتقال تخمک بارور شده در لوله‌های رحمی جلوگیری می‌کند. اثر دیگر آن، جلوگیری از ورود اسپرم به رحم به دلیل ضخیم‌تر کردن مخاط گردن رحم است.

## دستور مصرف برای پیشگیری از بارداری

دوره قاعدگی (قرمز)، باروری (آبی) و ناباروری (سبز) به‌طور تقریبی

مصرف هرگونه دارو باید تحت نظر پزشک یا ماما باشد.
قرص‌های اچ دی به صورت خوردن روزی یک قرص در ساعت ثابت است که از روز اول دوره ماهانه آغاز شده و تا ۲۱ روز مصرف می‌شود. پس از یک‌هفته استراحت (وقفه)، دوباره بسته جدیدی از قرص‌ها مصرف می‌شود.
قرص‌ها باید هر روز، در ساعت ثابتی مصرف شوند. در صورتی که یک نوبت قرص فراموش شود، باید به محض به‌خاطرآوردن مصرف شود، در غیر این صورت در نوبت بعدی ۲ قرص مصرف گردد. درصورتی که مصرف قرص‌ها در ۲ روز متوالی فراموش شود، باید در ۲ روز بعدی، هر روز ۲ قرص خورده شود و از روز سوم، طبق روال عادی مصرف شود. در صورتی که مصرف قرص‌ها بیش از ۳ روز متوالی فراموش شود، باید تا انتهای دوره سیکل از سایر روش‌های جلوگیری از بارداری استفاده کرد.
- در استفراغ یا اسهال شدید جذب گوارشی دارو کم می‌شود و بهتر است در مدت بیماری از یک روش دیگر پیشگیری از بارداری نیز استفاده شود.[۱]

## عوارض جانبی
- هنگام عمل جراحی، امکان ترومبوآمبولیسم پس از جراحی وجود دارد و بهتر است مصرف دارو چند هفته پیش از جراحی قطع شود.[۱]
- دیگر عوارض آن عبارتند از: بالا بردن احتمال ترومبوآمبولیسم وریدی، افزایش بیماری‌های صفراوی و تشکیل سنگ کیسه‌صفرا، تهوع، استفراغ، سردرد ملایم یا سردردهای میگرنی شدید، خونریزی‌های نامنظم در دوره قاعدگی، افزایش وزن، آکنه و پرمویی.[۱]

## موارد منع مصرف
این دارو در صورت وجود یا سابقه فیبروم، بیماری‌های ترومبوآمبولیک، بیماری‌های عروقی مغز، سکته قلبی، بیماری شریان کرونر، بالابودن مادرزادی چربی‌های خون، سرطان پستان شناخته شده یا قابل پیش‌بینی، سرطان دستگاه تناسلی زنانه یا سایر سرطان‌های وابسته به هورمون، خون‌ریزی مهبلی تشخیص داده نشده یا غیرعادی، تومورهای کبدی و نارسایی عملکرد کبد نباید مصرف شود.

## تداخل‌های دارویی
- برخی از ترکیبات ضدباکتری مثل ریفامپین و آنتی‌بیوتیک‌های وسیع الطیف مانند آمپی‌سیلین و تتراسیکلین‌ها، ترکیبات ضد صرع مانند کاربامازپین، فنوباربیتال، فنی‌توئین وپیریمیدون، و ترکیبات ضد قارچ مانند گریزئوفولوین موجب افزایش متابولیسم قرص‌های خوراکی ضدبارداری می‌گردند و اثربخشی ال دی را کم می‌کنند.
- ال دی با اثر ضدانعقاد داروهای ضدانعقاد خون خوراکی مثل وارفارین، مقابله می‌کند. همچنین غلظت پلاسمایی سیکلوسپورین در تجویز همزمان با این دارو، افزایش می‌یابد.[۱]